# Thaddeus Ma Daqin
Thaddeus Ma Daqin (chiń. 马达钦; chiń. trad. 馬達欽; pinyin Mǎ Dáqīn; ur. w 1968) – chiński duchowny katolicki, biskup koadiutor Szanghaju od 2012.

## Życiorys
Święcenia kapłańskie otrzymał 18 grudnia 1994.
7 lipca 2012 przyjął sakrę biskupią z mandatem papieskim jako biskup koadiutor Szanghaju.
W grudniu 2012 roku ogłosił wystąpienie z Patriotycznego Zrzeszenia Katolików Chińskich.
Więziony i indoktrynowany. W 2014 r. uznany przez Stolicę Apostolską za biskupa ordynariusza Szanghaju.